# کوهستان شکر (فیلم)
کوهستان شکر (انگلیسی: Sugar Mountain) یک فیلم در ژانر کمدی دلهره‌آور به کارگردانی ریچارد گری است که در سال ۲۰۱۶ منتشر شد.

## بازیگران
- کری الویس
- جیسون موموآ
- درو روی
- هیلی وب
- ملورا والترز
- آنا هاچیسون